# Анадырь (река)
Ана́дырь (устар. Онандырь, Погыча, чук. Йъаайваам) — крупная река на крайнем северо-востоке Дальнего Востока России, протекает по территории Анадырского района Чукотского АО.
По площади бассейна Анадырь занимает первое место среди рек Чукотки и семнадцатое в России. Длина реки 1150 км, площадь бассейна — 191 000 км², среднемноголетний сток — 68,172 км³. Средний уклон 0,6 ‰.

## Этимология
Название восходит к юкагир. эну-эн → ану-ан → ану-он — «река». Чукотское название — Йъаайваам, где йъаай — «чайка», ваам — «река». Возможно, этот чукотский гидроним — адаптация кер. Йъаайвэйэм.

## Исторические сведения
В 1648 году Семёном Дежнёвым в устье Анадыря было заложено зимовье, на месте которого впоследствии был основан Анадырский острог. Сюда, до его упразднения в 1770 году, ежегодно в конце зимы приезжали купцы для меновой торговли с чукчами.
Первое описание реки составил Михаил Стадухин. В XVIII веке Анадырь исследовал Дмитрий Лаптев.
В 1913 году во время экспедиции под началом П. И. Полевого был уточнён исток Анадыря, описаны его основные притоки и составлена топографическая карта бассейна реки.

## Гидрография
Длина реки — 1150 км. Берёт начало в центральной части Анадырского плоскогорья, протекает по Анадырской низменности, обходя горные хребты, несколько раз меняет направление. Впадает в залив Онемен Анадырского лимана Анадырского залива Берингова моря. Счёт километров ведется вверх от линии, соединяющей мысы Американская Кошка и Вешала. В верховьях река имеет узкую долину, в среднем и нижнем течении приобретает равнинный характер, при этом не имеет чётко выраженной долины и разбивается на рукава. В устье ширина до 7 км. После залива Онемен выделяется протока под наименованием горло реки Анадырь, впадающее напрямую в Анадырский лиман (в этом месте и находится город Анадырь).

### Бассейн
Площадь бассейна — 191 000 км². Естественные границы бассейна на западе и северо-западе проходят по Анадырскому плоскогорью и Колымскому хребту, на севере и северо-востоке — по Чукотскому хребту. С юга бассейн ограничен Корякским нагорьем, с юго-запада — Чуванским и Пенжинским хребтами. На востоке граница проходит в основном по Анадырской низменности и частично по Золотому хребту и Ушканьим горам.
В бассейне реки Анадырь имеется 23 595 озёр с общей площадью водной поверхности 3231 км². Основная их часть находится на низменностях. Большинство озёр соединены между собой и с реками бассейна реки Анадырь густой сетью ручьёв и проток. Самое крупное — озеро Красное.

### Притоки
В Анадырь впадает множество притоков, среди которых есть реки длиной 150—482 км, главными из них являются: справа — Яблон, Еропол, Майн, Мамолина; слева — Чинейвеем, Белая, Танюрер, Убиенка, Ныгчеквеем. Большая часть рек длиной более 100 км в низовьях протекает в пределах низменностей, здесь они извилисты и образуют широкие долины, а уклоны и скорости их течений невелики. В среднем и верхнем течении реки преимущественно имеют горный характер и отличаются значительными уклонами и большими скоростями течений (в паводки — до 14 км/ч).

### Климатические условия
Климат бассейна реки Анадырь отличается продолжительной суровой снежной зимой и коротким, относительно прохладным летом.
Среднегодовая температура воздуха составляет −9 °C. Понижение температуры начинается в августе, в октябре она уже отрицательная, а в ноябре возможны сильные морозы. В особенно холодные дни температура воздуха может быть от −45 °C до −61 °C. Морозы обычно устойчивы, температура воздуха в течение суток изменяется незначительно (на 2—3 °C).
Наиболее тёплый месяц в году — июль, средняя месячная температура воздуха составляет 11-14 °C, при этом днем температура воздуха может повышаться до 32—33 °C, а ночью понижаться до −1, −3 °C. Переход средней суточной температуры через 0 °C наступает в конце сентября. Продолжительность безморозного периода составляет 50—75 дней.
Количество осадков в бассейне реки Анадырь составляет в среднем 330—400 мм за год.
Ветры в районе реки имеют муссонный характер, при этом их направление изменяется под влиянием рельефа местности, поэтому на отдельных участках бассейна отмечено различие в направлениях и силе ветра. Зимой преобладают северо-восточные и северные ветры, летом в основном восточные, а в нижнем течении реки — юго-восточные. Ветры со скоростью 15 м/с и более в бассейне реки Анадырь возможны повсеместно, в низовьях доходят до 60 м/с. Продолжительность штормовых ветров может доходить до четырёх суток.
Над рекой Анадырь часты туманы, причём в низовьях их больше летом, а в верховьях зимой. Их продолжительность составляет 10-27 часов.

### Водный режим
Отличительной особенностью водного режима рек бассейна реки Анадырь является преобладание стока за счёт весеннего снеготаяния (около 70 % годового стока), из-за чего отмечается высокое весеннее половодье. Средняя годовая величина колебаний уровня воды составляет 3—6 м, наибольшая — 8,8 м. Ледоход начинается в конце мая-начале июня и происходит очень бурно, в это время часто образуются ледовые заторы, из-за чего на отдельных участках в продолжение 2—3 дней уровень воды может повыситься на 1 м. Половодье в нижнем и среднем течении достигает своего пика в середине июня, в верховьях — на 5—10 дней раньше. Продолжительность стояния высоких вод 5—8 дней. Половодье, как правило, проходит одной волной, изредка бывают небольшие понижения уровня при возврате холодов.
Во время весеннего половодья реки бассейна реки Анадырь разливаются, затопляя обширные низкие пространства своих долин. Затопление поймы обычно происходит один раз в 3—5 лет. Выходя из берегов, вода разливается на 5—20 км, при этом возможно подтопление близлежащих поселений. Разлив длится 5—10 дней, иногда около месяца. В тёплое время года характерна неустойчивая межень, прерываемая двумя-тремя небольшими дождевыми паводками. Наивысшие паводки возможны главным образом в августе, тогда уровень воды поднимается на 0,5—2 м, а иногда гораздо больше.
Река начинает замерзать в первой половине октября почти одновременно по всей длине. Сначала образуются забереги, сало и одновременно или чуть позже — шуга и донный лёд. Ледоход продолжается 3—7 дней, окончательно река сковывается в нижнем течении в начале второй декады октября, а в верхнем — спустя 10—12 дней. Во время ледостава образуются торосы, особенно большие у мыса Американская Кошка. Его продолжительность составляет в среднем 217—238 дней. Для бассейна реки Анадырь характерно промерзание до дна большинства рукавов и образование наледей в верховьях.
В зимний период фиксируются очень низкие уровни воды вследствие малых запасов грунтовых вод в условиях вечной мерзлоты.
На колебания уровня воды в реке Анадырь от устья до мыса Верхний Утёс (181 км) оказывают влияние приливы Берингова моря. Их характер полусуточный, средняя величина прилива по мере удаления от устья реки уменьшается от 1 до 0,2 м.
Кроме приливов, на изменение уровня воды в реке влияют сгонно-нагонные явления, которые наблюдаются в устье. Летом нагоны чаще всего отмечаются при юго-восточных и восточных ветрах, сгоны — при северо-западных и западных. Величина нагона составляет 0,2—3 м при продолжительности 5—7 дней.
Речная вода слабо минерализована. Во время половодья минерализация воды составляет 25-40 мг/л, в летнюю межень 30-60 мг/л, зимой 70-150 мг/л. В верховьях среднегодовая величина мутности воды не превышает 25-50 г/м³, в среднем и нижнем течении — 50-100 г/м³.
| Средний расход воды (м³/с) реки Анадырь по месяцам и за год с 1958 по 1988 гг. (замеры производились на гидрологическом посту в 240 км от устья в селе Снежное) |

### Сток
| место измерения  | расход воды, м³/с | объём стока, км³/год | наносы, млн т/год |
| ---------------- | ----------------- | -------------------- | ----------------- |
| г/п Новый Еропол | 499               | 15,749               | н/д               |
| г/п Снежное      | 1260              | 39,767               | 1,8               |
| устье            | 2160              | 68,172               | 3,6               |

### Русло
Русло реки Анадырь, особенно в среднем течении — извилистое, разделяется на множество рукавов и проток. Некоторые протоки уходят от реки на значительное расстояние, в результате ширина русла вместе с протоками в некоторых местах достигает нескольких десятков километров, а ширина основного русла колеблется от 80 м до 4 км. Часто многие протоки к середине лета пересыхают, при этом образуются небольшие умирающие старичные озёра — куйлы.
Берега реки преимущественно низкие, от них часто отходят песчаные и песчано-галечные пляжи и отмели, занимающие иногда до 2/3 ширины русла. Иногда встречаются обрывистые берега, подверженные размыванию. Возвышенные участки характерны для правобережья реки.
Русло реки Анадырь изобилует островами, большинство которых низкие и покрыты кустарником, на некоторых из них находятся песчаные валы с остроконечными гребнями. Посредине русла часто встречаются осерёдки, вытянутые по течению реки и состоящие из песка, а кое-где из гальки. В половодье осерёдки иногда смещаются вниз по течению. Часть из них впоследствии зарастают и превращаются в острова. Протоки, отделяющие острова от берегов реки, как правило мелководны, некоторые пересыхают. Самая длинная протока — Кымыльнейская, её длина около 92 км.
Глубины на реке Анадырь распределены довольно неравномерно, при этом отмечается их уменьшение в направлении к истоку. На узких участках глубины увеличиваются и местами достигают 33—37 м, а на широких уменьшаются и иногда доходят до 0,3—1 м.
Донный грунт — песок, ил, иногда гравий, галька, глина, у возвышенных берегов встречается камень.

### Скорость течения
Скорость течения на реке Анадырь различна. От мыса Американская Кошка до мыса Верхний Утёс средняя скорость составляет 1,1 км/ч, а при низком уровне воды (во время отлива) скорость суммарного течения колеблется от 0,7 до 2,5 км/ч. Если во время прилива наблюдаются сильные нагонные ветры, то скорость обратного течения у мыса Американская Кошка может достигать 5,4 км/ч. Выше до устья реки Ильмувеем (140 км) течение при приливе может изменять своё направление на противоположное и скорость его при этом иногда достигает 1 км/ч. От мыса Верхний Утёс до села Марково скорость течения на плёсах при низком уровне воды колеблется от 0,4 до 2,9 км/ч, на перекатах она увеличивается и при среднем уровне воды составляет 4—8,3 км/ч. Во время паводков скорость течения на некоторых перекатах достигает 10—14 км/ч, а на плёсах не превышает 7 км/ч. Особенно большая скорость течения отмечается на участках от мыса Верхний Утёс до устья реки Белая (237 км) и от 552-го километра до села Марково.

## Прибрежная флора
Почти на всей территории бассейна реки Анадырь господствует тундровая растительность. На низменных участках большое распространение получили осоково-пушицевые кочкарные тундры, также встречается стелющийся или низкорослый кустарник, голубика и брусника, между кочками и на возвышенностях — мхи и лишайники. В пойме произрастают ивняк и ольховник. Лесов в бассейне реки нет, лишь редкие рощи лиственницы и чозении встречаются в верховьях.

## Прибрежная фауна
По берегам реки регулярно встречается бурый медведь, лось, дикий северный олень, горностай, заяц-беляк, росомаха, рысь, выдра. В верхнем и среднем течении американская норка, соболь.

## Ихтиофауна
Водная фауна Анадыря богата и разнообразна. Здесь обитает самая крупная на северо-востоке России популяция кеты. Также в большом количестве водятся сиги. Водится щука, чир, налим, нельма, хариус, сибирская ряпушка. Всего в бассейне Анадыря объектом промысла служат 27 видов рыб.

## Хозяйственное использование
На берегу реки расположены сёла Ламутское, Марково, Усть-Белая, Снежное, Краснено; средняя плотность населения в бассейне реки составляет менее двух человек на 100 км².
Река судоходна до села Марково (для мелких судов), в половодье немного выше. Из-за сложных гидрологических условий плавание судов возможно только в светлое время суток. Навигация открыта с 1 июля по 15 сентября.
В низовьях получило развитие промышленное рыболовство; в бассейне — добыча угля, имеются запасы золота.

## Сеть гидрологических постов
Состав и структура действующей наблюдательной сети за состоянием водных объектов на 1 января 2012 года:
| №   | Название пункта | от истока, км. | от устья, км. | дата открытия | дата закрытия |
| --- | --------------- | -------------- | ------------- | ------------- | ------------- |
| 472 | с. Ламутское    | 362            | 788           | 01.06.1956    | Действующий   |
| 473 | п. Новый Еропол | 476            | 674           | 08.03.1956    | Действующий   |
| 474 | п. Марково      | 578            | 572           | 22.08.1952    | Действующий   |
| 475 | с. Снежное      | 896            | 254           | 01.09.1952    | Действующий   |
| 476 | п. Усть-Белая   | 915            | 235           | 07.08.1956    | 12.08.1957    |
| 477 | р. Утесики      | 965            | 185           | 11.06.1974    | 01.01.1992    |
| 554 | база Крепость   | 609            | 541           | 01.06.1975    | 01.01.1992    |